# Alois Kälin
Alois Kälin, född 13 april 1939, är en före detta schweizisk längdskidåkare som var aktiv på 1960- och 1970-talet.
Han kombinerade längdskidåkning och nordisk kombination och är den sista som har tagit olympisk medalj i både längdåkning och i nordisk kombination. Han erövrade brons på 4 x 10 km vid Sapporo 1972 och silver i nordisk kombination vid Grenoble 1968.